# 2014年冬季奧林匹克運動會摩納哥代表團
2014年冬季奧林匹克運動會摩納哥代表團是摩納哥派出的2014年冬季奧林匹克運動會代表團，共有五名運動員參與兩項目賽事。

## 外部連結
- Monaco at the 2014 Winter Olympics（页面存档备份，存于）